# محمد نبي التويسركاني
الشيخ محمد نبي بن أحمد التويسركاني (ت. 1319 هـ). هو رجل دين وفقيه شيعي إيراني؛ ابتدأ دراسته الدينية بأصفهان، و أجيز من علمائها ومن علماء آخرين بالاجتهاد والرواية، ومنهم: محمد جعفر بن محمد صفي الآبادهي الأصفهاني، وحسين علي بن نوروز علي التويسركاني الأصفهاني، وأبو القاسم بن محمد إبراهيم بن محمد مهدي الكلباسي الأصفهاني، وعبد الرحيم الأصفهاني، وحبيب الله الموسوي، ومحمود بن جعفر الميثمي العراقي الطهراني. وقد أقام التويسركاني بطهران مؤثراً الانزواء إلى أن توفّي بها نحو سنة 1319 هـ.

## مؤلفاته
من مؤلفاته المذكورة في الكتب والمصادر التي ترجمت له:
| - لآلئ الأخبار والآثار. كتاب أخلاقي عربي، وقد أخرج جعفر آل محبوبة مختصراً منه بعنوان المختار من لآلئ الأخبار، وترجمه وشرحه علي أصغر الموسوي التستري إلى الفارسيَّة بعنوان مطالع الأنوار. - مقدارية. رسالة فارسيَّة في الأوزان الشرعيَّة. - جامع المسائل في الفقه المرتضوي. - نهاية الأفكار. | - الرسالة الإرشادية. - الرضاع. - لب المسائل. - منازعة المحققين. |